# Arduino della Palude
Arduino della Palude (... – dopo il 1116) è stato un cavaliere medievale e feudatario italiano.

## Biografia
Fra i più importanti feudatari di Matilde di Canossa, ne fu il tutore militare: le insegnò a cavalcare, ad utilizzare lancia e picca, a brandire ascia e spada. Successivamente Arduino divenne uno dei principali collaboratori di Matilde ed uno dei suoi più importanti comandanti.
Nel 1061 a Roma era in corso una "guerra civile" tra i sostenitori dell'antipapa Onorio II, che tenevano Trastevere ed il Castel Sant'Angelo, e i sostenitori del legittimo papa, Nicola II, che era sostenuto in città dai mercenari di Leo de Benedicto, che alla fine scacciarono gli anti-papisti da Castel Sant'Angelo. Un esercito comandato da Goffredo il Barbuto, co-reggente di Toscana e patrigno di Matilde (anche fratello dell'ormai defunto papa Stefano IX), e Arduino, assieme alla giovane Matilde (non ancora duchessa), arrivarono a Roma e combatterono contro le forze di Onorio guidati da Guiberto di Ravenna (imparentato con i Canossa e futuro anti-papa). Arduino comandava una esercito di 400 arcieri, 400 picchieri, e una forza di cavalleria con la quale caricò Guiberto, che stava tentando di ingaggiare battaglia con il Barbuto, costringendolo a ritirarsi.
Nel 1111 l'imperatore Enrico V entrò a Roma per essere incoronato e lasciò la città alla volta della Sabina con papa Pasquale II, Bernardo, Vescovo di Parma, e Bonsignore, Vescovo di Reggio come prigionieri. Matilda inviò Arduino per trattare il loro rilascio.
Nel 1116 accolse l'Imperatore Enrico V, ridisceso in Italia in occasione delle dispute sull'eredità della defunta Matilda.